# Jacob Wolfowitz
Pour les articles homonymes, voir Wolfowitz.
Jacob Wolfowitz (19 mars 1910 - 16 juillet 1981) est un statisticien juif américain d'origine polonaise et un théoricien de l'information, lauréat du prix Shannon. Il est le père de l'ancien sous-secrétaire américain à la Défense et président du Groupe de la Banque mondiale, Paul Wolfowitz.

## Biographie
Wolfowitz est né en 1910 à Varsovie, en Pologne, fils de Samuel Wolfowitz et d'Helen Pearlman. Il émigre avec ses parents aux États-Unis en 1920. Au milieu des années 1930, Wolfowitz commence sa carrière en tant que professeur de mathématiques du secondaire et continue à enseigner jusqu'en 1942, date à laquelle il obtient son doctorat en mathématiques de l'Université de New York. Alors qu'il est étudiant diplômé à temps partiel, Wolfowitz rencontre Abraham Wald, avec qui il collabore à de nombreux articles conjoints dans le domaine des statistiques mathématiques. Cette collaboration se poursuit jusqu'à la mort de Wald dans un accident d'avion en 1950. En 1951, Wolfowitz devient professeur de mathématiques à l'Université Cornell, où il reste jusqu'en 1970. De 1970 à 1978, il est à l'université de l'Illinois à Urbana-Champaign. Il est mort d'une crise cardiaque à Tampa, en Floride, où il est professeur à l'université du Sud de la Floride après avoir pris sa retraite de l'Illinois.
Les principales contributions de Wolfowitz concernent les domaines de la théorie statistique de la décision, des statistiques non paramétriques, de l'analyse séquentielle et de la théorie de l'information.
L'un de ses résultats est la réciproque forte du théorème de codage de Claude Shannon. Alors que Shannon n'a pu prouver que la probabilité d'erreur de bloc ne peut pas devenir arbitrairement petite si le débit de transmission est supérieur à la capacité du canal, Wolfowitz prouve que le taux d'erreur de bloc converge en fait vers un. En conséquence, le résultat original de Shannon est aujourd'hui appelé le « théorème faible », ou parfois la « conjecture » de Shannon.